# Carlia leucotaenia
Carlia leucotaenia — вид сцинкоподібних ящірок родини сцинкових (Scincidae). Ендемік Індонезії.

## Опис
У самців довжина тіла (без врахування хвоста) становить 43-53 мм, а у самиць — 39-52 мм.

## Поширення і екологія
Carlia leucotaenia мешкають на Серамі, Амбоні та на прилеглих острівцях на півдні Молуккського архіпелагу. Вони живуть у порушених природних середовищах та в людських поселеннях.